# Papiro de Abbott
O Papiro de Abbott serve como um documento político importante que relata os roubos de túmulos da XX dinastia egípcia durante o Império Novo. Também dá uma visão sobre o escândalo entre dois rivais de Tebas, Pewero e Paser. Remonta à XX dinastia, por volta de 1100 a.C., sob o reinado de Ramessés IX, em seu décimo sexto ano. De acordo com Thomas Eric Peet, o conteúdo do papiro ocorre em um período de quatro dias do 18º ao 21º do terceiro mês da temporada de inundação, Akhet.
É mantido e preservado no Museu Britânico sob o número 10221. O dono ou localizador original do papiro é desconhecido, mas foi comprado em 1857 pelo médico Henry William Charles Abbott no Cairo, daí o nome Papiro de Abbott. Tem 218 centímetros de largura e 42.5 centímetros de altura. Está escrito em hierático. O documento principal consiste em sete páginas no lado recto, e no lado verso há duas listas de ladrões, que foram chamados de registros de Abbott. O documento está em ótimo estado.

## Conteúdo
O Papiro de Abbott relata roubos de túmulos, mas o enigma subjacente é o escândalo entre dois rivais, Paser, o prefeito da Margem Leste de Tebas e Pawero, o prefeito da Margem Oeste de Tebas, e de acordo com Peet, foi escrito do ponto de vista de Pawero. Como mencionado acima, o conteúdo do documento é dividido em descrições de eventos em um período de quatro dias a partir do 18º ao 21º do terceiro mês do período de inundação durante o décimo sexto ano do reinado de Ramessés IX.
No dia 18, o Papiro de Abbott descreve uma busca dos túmulos alegados por Pawero como violados. A comissão procurou dez túmulos reais, quatro túmulos das chantres da propriedade da Divina Adoratriz, e finalmente os túmulos dos cidadãos de Tebas. O resultado da busca é o túmulo do rei Sobekemsaf II, dois dos quatro túmulos das chantres da propriedade de Adoratriz, e todos os túmulos dos cidadãos foram perturbados.
No dia 19, o documento afirma que houve outra busca de túmulos no Vale das Rainhas e o túmulo da Rainha Ísis. Os responsáveis pela realização da pesquisa trouxeram consigo um funileiro chamado Peikharu do Templo de Usimare Meriamun (Medinet Habu), que confessou no ano 14 roubar do túmulo de Ísis e túmulos do Vale das Rainhas. Enquanto procurava, o funileiro não podia apontar para as tumbas que ele violou, mesmo depois de ter sido brutalmente espancado. O resto do dia foi gasto na procura dos túmulos, e os resultados mostraram que nenhum foi vandalizado. Também no dia 19, houve uma celebração aos túmulos tornando-se imperturbáveis. Paser acreditou e declarou aos funcionários que a celebração era um alvo direto para ele, e estava indo relatar ao faraó cinco acusações contra eles.
No dia 20, o Papiro de Abbott descreve uma conversa entre Pawero e o vizir Khaemwaset. A conversa terminou em uma investigação sobre as cinco acusações alegadas por ele.
No dia 21, convocou-se a Grande Corte de Tebas. Depois de examinar as acusações feitas por Paser sobre o 19º dia e questionar o funileiro, ele é desacreditado.

### Conexões
O Papiro de Abbott é importante no grande esquema de ensaios políticos que tratam de roubos de túmulos. Em relação ao Papiro de Amherst, ajuda a dar forma a um retrato mais completo dos roubos de túmulos da XX dinastia sob Ramessés IX. Conecta-se com o Papiro de Amherst através do túmulo do rei Sobekemsaf. No Papiro de Abbott, o túmulo de Sobekemsaf II foi investigado e encontrado vandalizado. O Papiro de Amherst registra a confissão de ladrões acusados de vandalizar o túmulo do faraó.
A segunda conexão também trata do roubo de túmulos e é feita entre os registros de Abbott e uma série posterior de julgamentos de roubo de túmulo que teve lugar durante os dois primeiros anos da era conhecida como Wehem Mesut. A partir desta época, que começou no ano 19 do reinado de Ramessés XI, vários papiros de roubo de túmulos sobreviveram, mais notavelmente: Papiro de Mayer A, Papiro B.M. 10052, e Papiro B.M. 10403. A lista de ladrões nas tabelas de Abbott prefigura dois ensaios descritos no Papiro de Mayer A. O primeiro julgamento prenunciado a partir dos registros de Abbott no Papiro de Mayer A é o julgamento sobre os ladrões dos túmulos de Ramessés II e Seti I. A outra conexão de julgamento lida com roubos de túmulos na Necrópole de Tebas. A conexão dos registros de Abbott com o Papiro B.M 10052 também lida com o julgamento dos furtos nas tumbas de Tebas, mas trata de informações que levaram aos julgamentos. Por fim, a conexão com os catálogos de Abbott e o Papiro B.M 10403 lida novamente com o julgamento dos furtos nas tumbas de Tebas, mas Papiro B.M 10403 dá mais detalhes sobre as provas.

## Teorias
Há muitos estudiosos que examinam o Papiro de Abbott, mas um dos primeiros foi T.E. Peet. Muitos acadêmicos têm desenvolvido teorias sobre o documento.
Uma teoria é de Winlock; ele argumenta que a comissão enviada para inspecionar os túmulos foi de norte a sul, o que significa que os túmulos dos reis são encontrados e situados na mesma direção.
Uma segunda teoria é de Peet, e acredita que os relatórios finais feitos pela comissão foram manchados no 19º dia porque um ano mais tarde o túmulo da Rainha Ísis foi encontrado violado.
A teoria final refere-se à de Peet. Foi desenvolvida por J. Capart, A.H. Gardiner, e B. Van de Walle. Acreditam primeiro que o papiro é um relato histórico confiável, mas sua principal teoria é que o Papiro de Leopoldo II é a contraparte exata do Papiro de Abbott. Eles provaram que a teoria é verdadeira no pós-escrito de seu documento quando a equipe examinou o Abbott e Leopoldo II. Descobriram que ambos os papiros tinham a mesma altura e comprimento. Ambos também foram escritos na mesma escrita.